# Eifelrennen 1934
Eifelrennen 1934 je bila neprvenstvena dirka za Veliko nagrado v sezoni 1934. Odvijala se je 3. junija 1934 na nemškem dirkališču Nürburgring.

## Poročilo

### Pred dirko
Moštvo Mercedes-Benz je po umiku z zadnje nemške dirke Avusrennen zaradi težav z uplinjačem, na tej dirki resnično debitiralo po vrnitvi v motošport. Nastopili so z dvema dirkalnikoma, ker Rudolf Caracciola še ni bil popolnoma pripravljen po poškodbi, še posebej na tem zahtevnem dirkališču. Manjkali so tudi vidnejši Maseratijevi dirkači. 
Ta dirka je po zapisu Alfreda Neubauerja v svoji knjigi Männer, Frauen und Motoren kraj, kjer se je rodila legenda o Srebrnih puščicah, ki so ime dobile po srebrni barvi aluminija po odstranitvi vseh nanosov barve z dirkalnikov, da bi zadostili pravilu o maksimalni masi dirkalnika 750 kg. Toda ta zgodba ne temelji na realnosti, saj je dirka potekala pod pravili Formula Libre, ki ne omejujejo mase dirkalnikov.

### Dirka
Štart dirke je bil prestavljen na več ur zaradi megle, dežja in toče. Ob treh popolne se je dirka le začela. Več dirkalnikov je zapeljalo skupaj v ovinek Südkehre, pri čemer je Emil Frankl trčil v enega od dirkačev, se zavrtel in prevrnil, ob tem je avstrijski dirkač utrpel smrtne poškodbe. On koncu prvega kroga je vodil Luigi Fagioli, sledili pa so mu Manfred von Brauchitsch, Hans Stuck, ki je štartal iz štirinajstega štartnega mesta, Louis Chiron, Mario Tadini, Clifton Penn-Hughes, Hermann zu Leiningen in Paul Pietsch. Alfred Neubauer je ukazal Fagioliju naj spusti von Brauchitscha in v ovinku Bergwerk sta Mercedesova dirkača zamenjala mesti. V tretjem krogu je August Momberger odstopil zaradi okvare črpalke za gorivo, tudi ostala dirkalnika Auto Uniona pa sta imela težave, saj je kamen prebil rezervoar za gorivo na zu Leiningenovem dirkalniku, ki so mu v boksih zakrpali rezervoar in ga ponovno napolnili, a je nemški dikač padel na začelje. 
Von Brauchitsch je naredil šestinštiridesetsekundo prednost pred Fagiolijem, ki je moral odbijati stalne napade Stucka, med tem pa je Tazio Nuvolari odstopil zaradi tehnične okvare. Na polovici dirke sta Mercedesova dirkalnika zapeljala na postanek v bokse, ob tem pa se je razvnel prepir med šefom moštva Neubauerjem in Fagiolijem o moštvenih ukazih. Fagioli je nadaljeval, toda po daljšem premisleku je v petnajstem krogu preprosto zaustavil dirkalnik ob stezi in, še vedno besen zaradi ukaza Neubauerja, odstopil. Dirkalnikom Alfa Romeo ni bilo potrebno opraviti postanka za gorivo, vseeno pa niso mogli konkurirati nemškim dirkalnikom, razlika je bila predvsem v oprijemu dirkalnika s stezo. 
Nürburgring je vzel svoj davek, Hans Rüesch in Eugenio Siena sta odstopila zaradi okvare motorja, dokončno pa je odstopil tudi zu Leiningen, tako da je dirkal le še en dirkalnik Auto Union, toda Stuck je zdaj vodil z enominutno prednostjo pred von Brauchitschem. V vodstvu Mercedesovega moštva so bili zaskrbljeni, ker je vse kazalo, da bo Stuck odpeljal dirko brez postanka v boksih, toda po dolgem postanku dotedaj vodilnega Nemca za gorivo, pnevmatike in svečke, je imel von Brauchitsch skoraj minuto in pol prednosti. S tako prednostjo je von Brauchitsch z lahkoto zmagal, Stuck se je moral zadovoljiti z drugim mestom, tretji pa je bil Chiron. Von Brauchitsch je dosegel svojo in moštveno prvo zmago v prvem nastopu. 

## Rezultati

### Dirka
| Poz | Št | Dirkač                  | Moštvo           | Dirkalnik         | Krogi | Čas/Odstop        | Št. m. |
| --- | -- | ----------------------- | ---------------- | ----------------- | ----- | ----------------- | ------ |
| 1   | 20 | Manfred von Brauchitsch | Daimler-Benz AG  | Mercedes-Benz W25 | 15    | 2:47:36,8         | 1      |
| 2   | 1  | Hans Stuck              | Auto Union AG    | Auto Union A      | 15    | + 1:19,4          | 14     |
| 3   | 6  | Louis Chiron            | Scuderia Ferrari | Alfa Romeo P3     | 15    | + 5:43,4          | 9      |
| 4   | 8  | Paul Pietsch            | Privatnik        | Alfa Romeo Monza  | 15    | + 16:28,4         | 15     |
| 5   | 17 | Clifton Penn-Hughes     | Privatnik        | Alfa Romeo Monza  | 15    | + 16:57,4         | 16     |
| 6   | 16 | Ulrich Maag             | Privatnik        | Alfa Romeo Monza  | 15    | + 20:37           | 13     |
| 7   | 14 | Laszlo Hartmann         | Privatnik        | Bugatti T51       | 15    | + 33:03           | 7      |
| 8   | 15 | Jean Gaupillat          | Privatnik        | Bugatti T51       | 15    | + 34:45           | 5      |
| Ods | 24 | Luigi Fagioli           | Daimler-Benz AG  | Mercedes-Benz W25 | 14    |                   | 20     |
| Ods | 2  | Hermann zu Leiningen    | Auto Union AG    | Auto Union A      |       |                   | 17     |
| Ods | 5  | »Mlle Hellé-Nice«       | Privatnica       | Alfa Romeo Monza  |       |                   | 3      |
| Ods | 9  | Eugenio Siena           | Scuderia Siena   | Maserati 8C       |       | Motor             | 11     |
| Ods | 19 | Rudolf Steinweg         | Privatnik        | Bugatti T35C      |       |                   | 12     |
| Ods | 18 | Helmut Stolze           | Privatnik        | Bugatti T35C      |       |                   | 6      |
| Ods | 24 | Tazio Nuvolari          | Privatnik        | Maserati 8CM      | 5     |                   | 18     |
| Ods | 7  | Mario Tadini            | Scuderia Ferrari | Alfa Romeo P3     | 4     |                   | 8      |
| Ods | 11 | Hans Rüesch             | Privatnik        | Maserati 8CM      |       | Motor             | 4      |
| Ods | 3  | August Momberger        | Auto Union AG    | Auto Union A      | 2     | Črpalka za gorivo | 19     |
| Ods | 19 | Emil Frankl             | Privatnik        | Bugatti T51       | 0     | Smrtna nesreča    | 10     |
| Ods | 4  | Per Widengren           | Privatnik        | Alfa Romeo Monza  | 0     | Motor             | 2      |
| DNS | 21 | Rudolf Caracciola       | Daimler-Benz AG  | Mercedes-Benz W25 |       | Poškodovan        |        |
| DNS | 10 | Giovanni Minozzi        | Scuderia Siena   | Alfa Romeo Monza  |       |                   |        |
| DNS | 23 | Hugh Hamilton           | Privatnik        | Maserati 8CM      |       |                   |        |